# Chrysoteuchia hyalodiscella
Chrysoteuchia hyalodiscella là một loài bướm đêm trong họ Crambidae.